# Sáregres
Sáregres is een plaats (község) en gemeente in het Hongaarse comitaat Fejér. Sáregres telt 821 inwoners (2001).